# قسم سيد ناصرالدين الريفي (مقاطعة دهلران)
قسم سيد ناصرالدين الريفي (بالفارسية: دهستان سیدناصرالدین) هي منطقة ريفية تقع في Zarrinabad District في إيران. يقدر عدد سكانها بـ 2,242 نسمة .